# Kleine schotelkorst
Kleine schotelkorst (Myriolecis hagenii) is een korstmossoort uit de familie Lecanoraceae.

## Determinatie
Kleine schotelkorst is een korstvormig korstmos met grijsbruine apotheciën met dunne, grijze rand. Het thallus is zichtbaar als een vage grijze vlek, ingezonken in het substraat. Apotheciën vaak dicht opeenstaand en binnen een thallus vaak in verschillende ontwikkelingsstadia aanwezig. 

## Ecologie
Kleine schotelkorst is een pioniersoort op allerlei matig zure, eutrofe substraten, zoals steen, hout en boomvoeten.